# Claudine Roy
 (septembre 2017).
Si vous disposez d'ouvrages ou d'articles de référence ou si vous connaissez des sites web de qualité traitant du thème abordé ici, merci de compléter l'article en donnant les références utiles à sa vérifiabilité et en les liant à la section « Notes et références ».
Claudine Roy, née à Pointe-à-la-Frégate(Municipalité du Canton de Cloridorme) en Gaspésie, est une femme d'affaires québécoise.

## Biographie
En 1986, elle fonde le restaurant Bistro-bar Brise-Bise. Après 29 ans, elle procède à la passation de l'entreprise du Brise-Bise à un Simon Poirier, entrepreneur gaspésien et ancien gérant de La Vieille usine de L'Anse-à-Beaufils).
En 2003, elle lance les Traversées de la Gaspésie (TDLG), un événement qui permet à des centaines de participants de faire le tour de la région en ski de fond, en raquette et à « bottine ».
En 2007, elle préside la campagne de financement pour la fondation Cornelius-Brotherton dont le but est d'amasser 1 million de dollars afin d'offrir des bourses aux étudiants du Cégep de la Gaspésie et des Îles.
En 2009, elle préside la Corporation des fêtes de Gaspé qui vise à célébrer le 475e anniversaire de l'arrivée de Jacques Cartier à Gaspé.
Elle achète l'Auberge sous les arbres en 2015, située au centre-ville de Gaspé, la maison Carter, une résidence ancestrale bâtie en 1865.
Elle est présidente-directrice générale de Gestion immobilière Gaspé. Elle est également très active dans l'entrepreneuriat féminin en servant de mentors pour des groupes de femmes dans divers projets. Elle donne également des conférences sur son expérience professionnelle et personnelle.
Elle est présidente d'honneur de la campagne de financement pour la reconstruction du théâtre de la Vieille Forge à Petite-Vallée, propriété du Festival en chanson de Petite-Vallée, détruit par les flammes en août 2017.
Elle siège sur de nombreux conseils d’administration dont Investissement Québec, l’Institut de tourisme et d’hôtellerie, l’Association des restaurateurs du Québec et Capital régional coopératif Desjardins. En 2025, elle est nommée présidente de la Société des établissements de plein air du Québec (Sépaq).

## Honneurs
- 2005 : Prix du mérite municipal du ministère des Affaires municipales et des Régions[1]
- 2010 :  Chevalière de l'Ordre national du Québec[1].
- 2018 : Prix d’excellence 2018 des diplômés de l’Université du Québec à Rimouski[10].
- 2018 :  Membre de l'Ordre du Canada[11],[12].
- 2020 : Médaille du lieutenant-gouverneur du Québec pour mérite exceptionnel[3].